# Jacques Fatton
Jacques Fatton (Exincourt, 19 dicembre 1925 – Ginevra, 26 luglio 2011) è stato un calciatore svizzero, di ruolo attaccante.
È scomparso nel 2011 all'età di 85 anni.

## Carriera

### Club
Ala sinistra del Servette di Ginevra, di cui negli ultimi anni divenne capitano, con la squadra romanda vinse quattro titoli svizzeri. Capocannoniere assoluto del campionato svizzero, con 274 reti in totale, segnò inoltre 33 reti nel campionato francese con la maglia dell'Olympique Lione. Disputò anche due edizioni Coppa dei Campioni, mettendo a segno una tripletta nella vittoria interna sul Dukla Praga nell'edizione 1961-1962, all'età di 36 anni.

### Nazionale
Con la maglia della sua Nazionale ha preso parte ai Mondiali del 1950 in Brasile e del 1954 in patria. Il 28 giugno 1950 nell'incontro disputato a San Paolo valido per il gruppo 1 del Mondiale, segnò due gol al Brasile, costringendolo al pareggio per 2-2. Nel mondiale 1954 realizzò il definitivo 4-1 nello spareggio contro l'Italia.

## Palmarès

### Club
- Campionato svizzero: 4

1945-1946, 1949-1950, 1960-1961, 1961-1962

### Individuale
- Capocannoniere del Campionato svizzero: 3

1948-1949 (21 gol), 1949-1950 (32 gol), 1961-1962 (25 gol)